# Medzilaborce
Medzilaborce (maďarsky Mezőlaborc, rusínsky Меджильабірці, Medžylabirci, ukrajinsky Міжлабірці, Mižlabirci) jsou okresní město v Prešovském kraji na severovýchodním Slovensku. Žije zde přibližně 6 000 obyvatel.

## Poloha
Město se nachází v Laborecké vrchovině v Nízkých Beskydech na soutoku horního Laborce a Vydranky, přibližně 10 km od polských hranic. Město je vzdáleno od hlavního města Bratislavy 490 km, krajského města Prešov 84,3 km a je centrem okresu Medzilaborce., sousedí se sedmi obcemi : Palota, Kalinov, Habura, Ňagov, Krásny Brod, Rokytovce a Miková.

## Historie

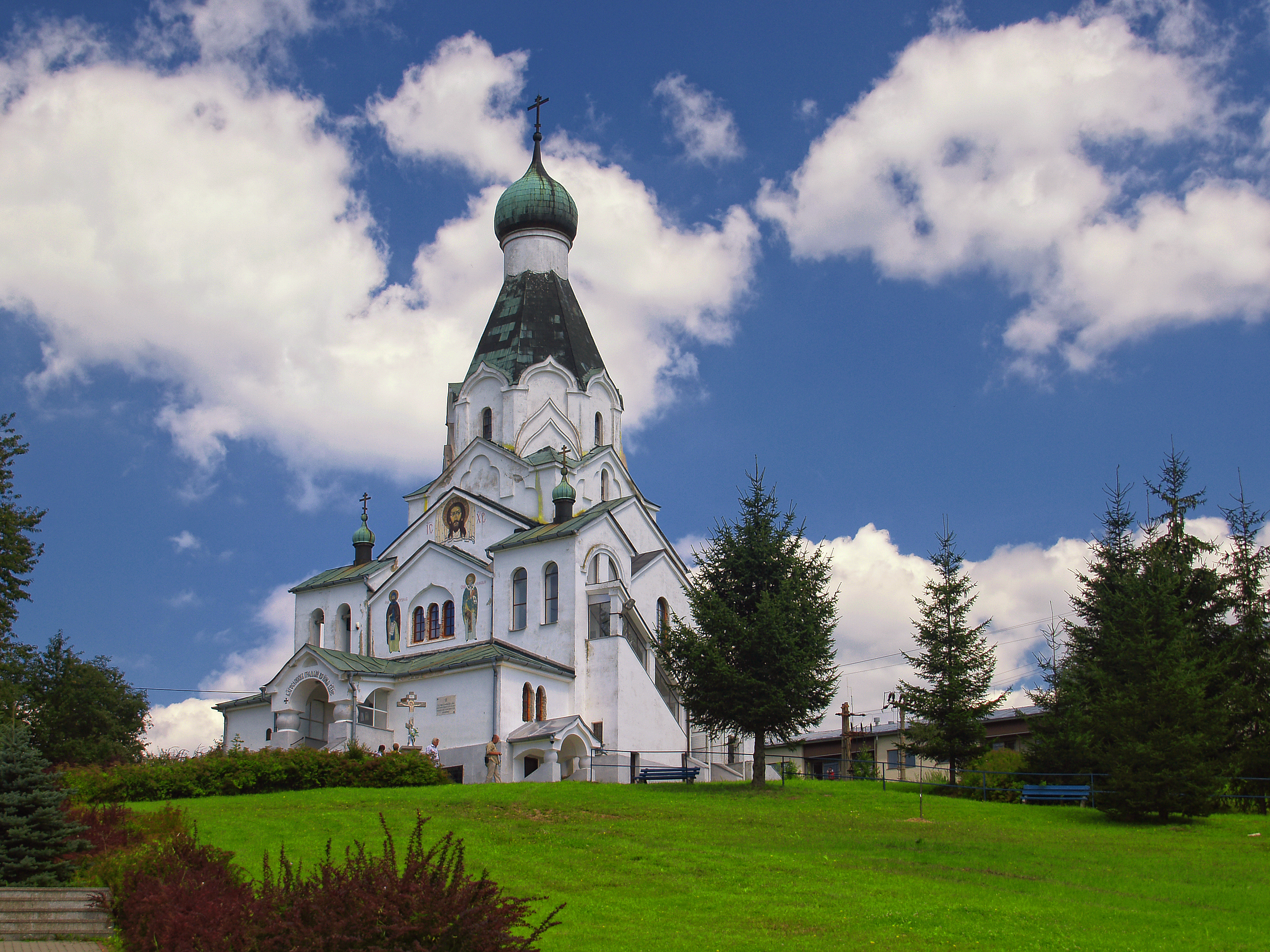
Pravoslavný chrám Sv. Ducha

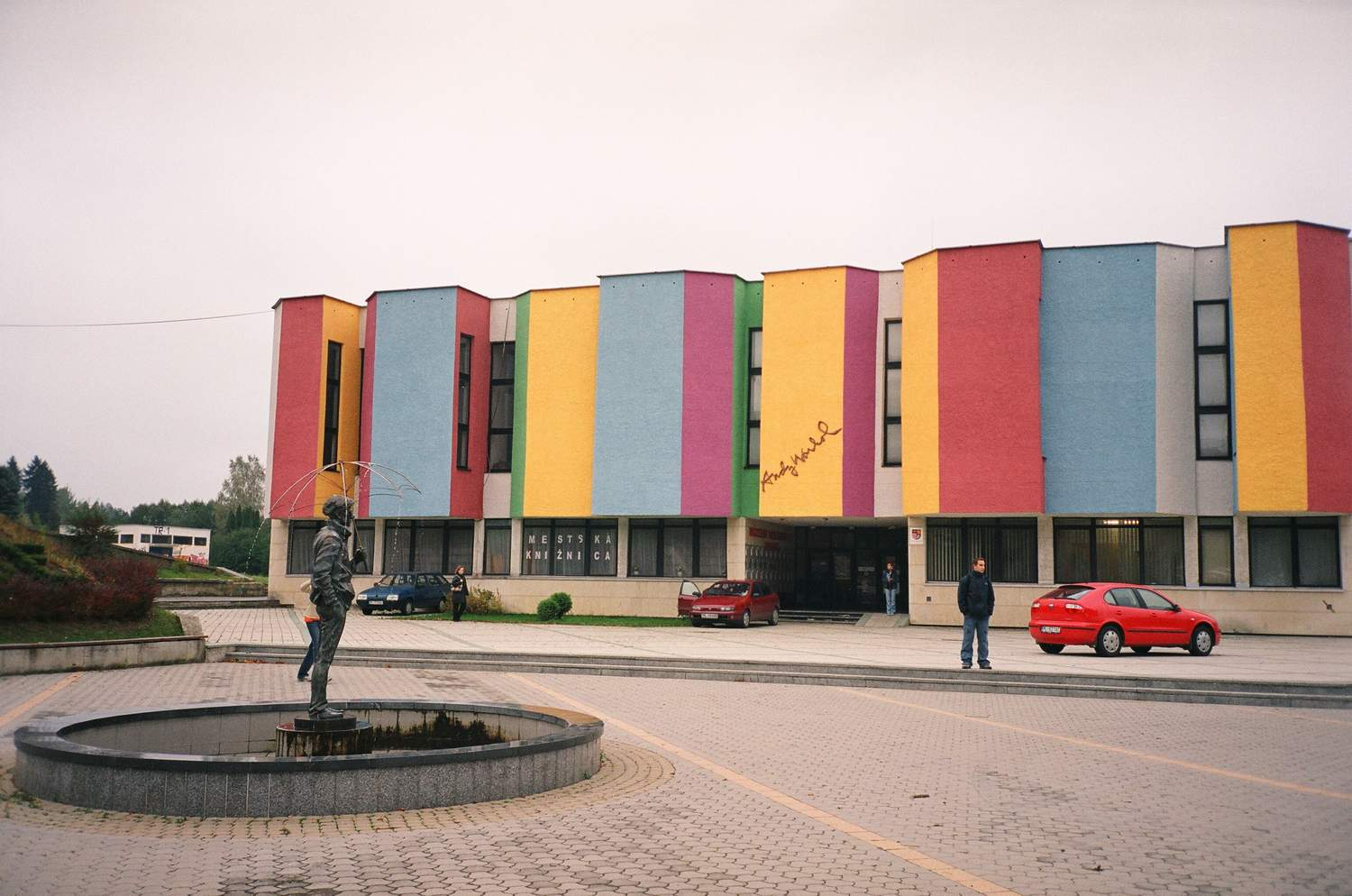
Múzeum moderného umenia rodiny Warholovcov

První písemná zmínka o městě je z roku 1543. 
Neudržitelné sociální a hospodářské poměry zde žijícího rusínského obyvatelstva způsobily, že od 16. století se jména medzilaborských poddaných objevují v seznamech zbojnických družin, působících na obou stranách uhersko-polské hranice (na panství humenském a sanockém). Další formou odporu vůči zesílenému útlaku zeměpána byly časté útěky poddaných z půdy. Po skončení stavovských povstání Františka II. Rákócziho nacházíme v Medzilaborcích roku 1720 až 39 opuštěných usedlostí. Obyvatelé nejčastěji utíkali do jižních stolic Uherska, ale i do Polska.
Za takových poměrů bylo zrušení poddanství nesporně velkým revolučním činem. Od poddanských povinností byli osvobozeni alespoň urbariální poddaní. Politicky se průběh revoluce v letech 1848–1849 dotkl i Medzilaborců, a to v květnu 1849, kdy se na území katastru Medzilaborců, Borova a Habury střetla vojska ruského cara s uherskými honvédy.
V roce 1860 se Medzilaborce staly městem a v roce 1873 byly napojeny na železniční síť (trať Humenné–Sanok). Osobní doprava přes polskou hranici je v posledních letech střídavě zastavována a obnovována. 
Na přelomu 19. a 20. století zde vlastnil rozsáhlé pozemky rod Škodů.
Relativně příznivý rozvoj začátkem 20. století přerušily události 1. sv. války v zimních měsících 1914–1915. Začátkem února 1915 bylo městečko, jako důležitý železniční bod, dobyto ruskými vojsky, která se zde zdržela až do začátku května 1915. Tvrdé boje mezi rakousko-uherskou a ruskou armádou poničily město a zanechaly tisíce mrtvých vojáků na obou stranách. Vojenské hřbitovy jsou dodnes svědectvím této hrůzy. Na válečném pohřebišti z první světové války v Medzilaborcích je pohřbeno 1 692 vojáků. Z pohřbených čtyři vojáci byli říšští Němci, zbylých 1 688 padlých sloužilo v rakousko-uherské c.k. armádě a carské ruské armádě.
Období první Československé republiky (1918–1938) bylo obdobím rozvoje.
V období Slovenské republiky (1939–1945) se Medzilaborců významně dotkla protižidovská opatření. Zdejší židovská komunita patřila mezi největší na Slovensku. V roce 1942 v Medzilaborcích žilo 825 Židů, kteří dominovali v obchodě a službách města i okresu Medzilaborce. Absolutní většinu z nich deportovaly slovenské úřady v jarních měsících roku 1942 do vyhlazovacích táborů na území dnešního Polska.
Závěrečná etapa druhé světové války s sebou přinesla velké škody, zejména boje mezi Rudou armádou a ustupující německou armádou o Medzilaborce na podzim roku 1944.
Městská práva pocházejí teprve z roku 1964.

## Památky a zajímavosti

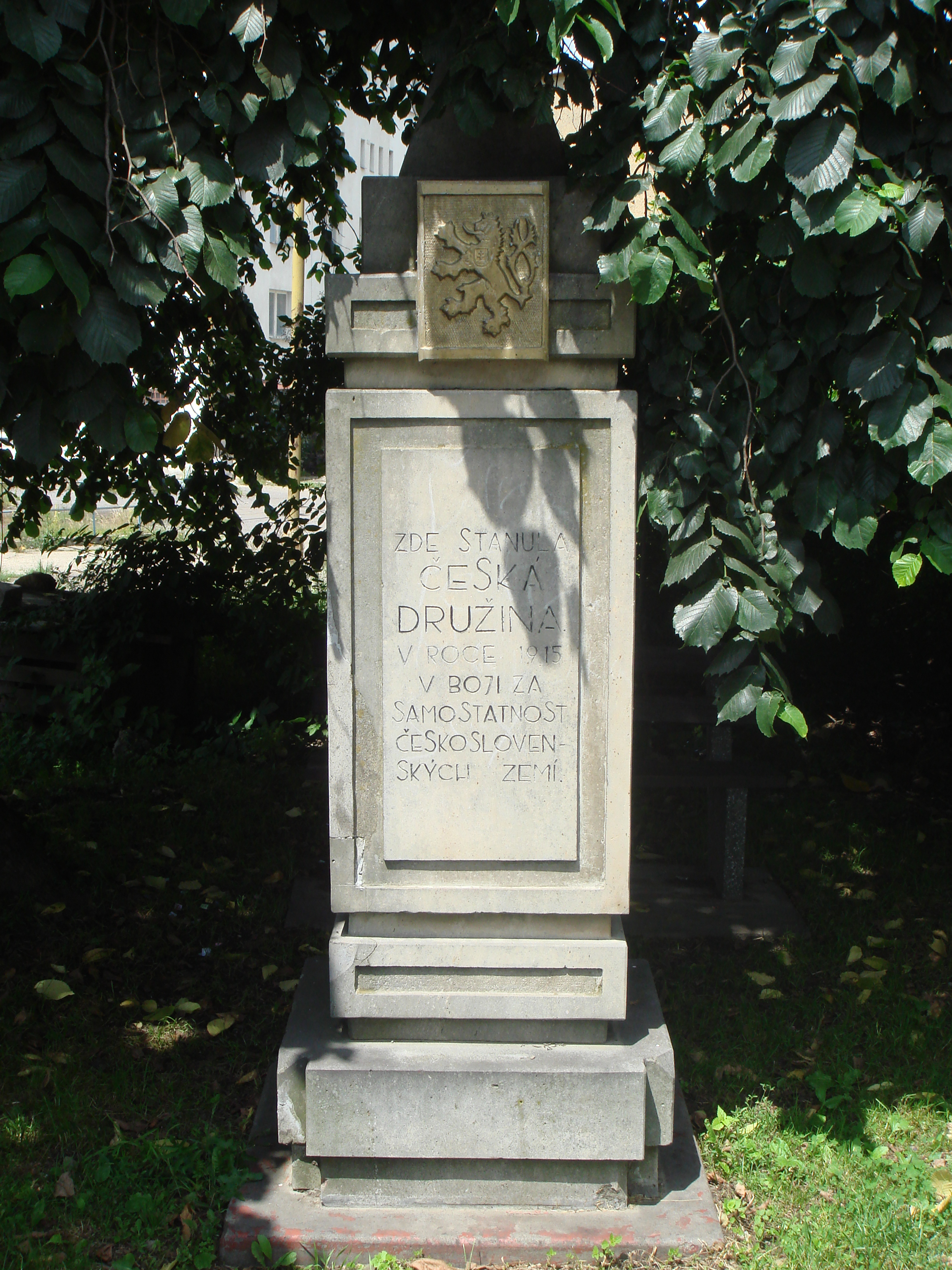
Pomník České družiny v Medzilaborcích

Nejznámější zajímavostí je Muzeum moderního umění Andyho Warhola (předkové Andy Warhola pocházeli z nedaleké vesnice Miková, sám Andy Warhol zde nikdy nebyl).
Ve městě se nacházejí tři chrámy: řeckokatolický kostel sv. Vasila Velikého, pravoslavný kostel sv. Ducha a římskokatolický kostel Panny Marie.
Ve městě je i pomník České družiny, která v době první světové války došla až sem.

## Obyvatelstvo
Obyvatelstvo města se dříve skládalo hlavně z Rusínů a Židů. V roce 2011 mírně převažovali Slováci (56,4 %), následovali Rusíni (34,2 %), Ukrajinci (6,1 %), Romové (1,1 %) a Češi (0,7 %). Město má v rámci střední Evropy výjimečně rozrůzněné složení obyvatel podle náboženského vyznání: řečtí katolíci tvoří 41,5 %, pravoslavní 40,1 %, římští katolíci 10,2 %, evangelíci 0,3 %, bez vyznání 4,9 %, nezjištěno 1,6 %.

## Hospodářství a infrastruktura
Ve městě Medzilaborce má největší tradici sklářský a strojírenský průmysl.
Ve sklářství to byla od roku 1970 pobočka českých Jabloneckých skláren, která zaměstnávala až 600 lidí. Po privatizaci podnik zanikl. Glass LPS je pokračovatelem 45leté sklářské tradice v Medzilaborcích a nadále vyrábí křišťálová svítidla a brousí lustrové ověsy.
Ve strojírenském průmyslu v Medzilaborcích začínala Transporta, později Vihorlat, který měl 1200 zaměstnanců. Privatizace a krize ve strojírenství továrnu zlikvidovala. Teď ve strojírenském průmyslu pokračuje Kovostroj a Labstroj.

### Významní zaměstnavatelé
- Glass LPS s.r.o.
- Kovostroj a.s.
- Labstroj s.r.o.

 Zaměstnanost 

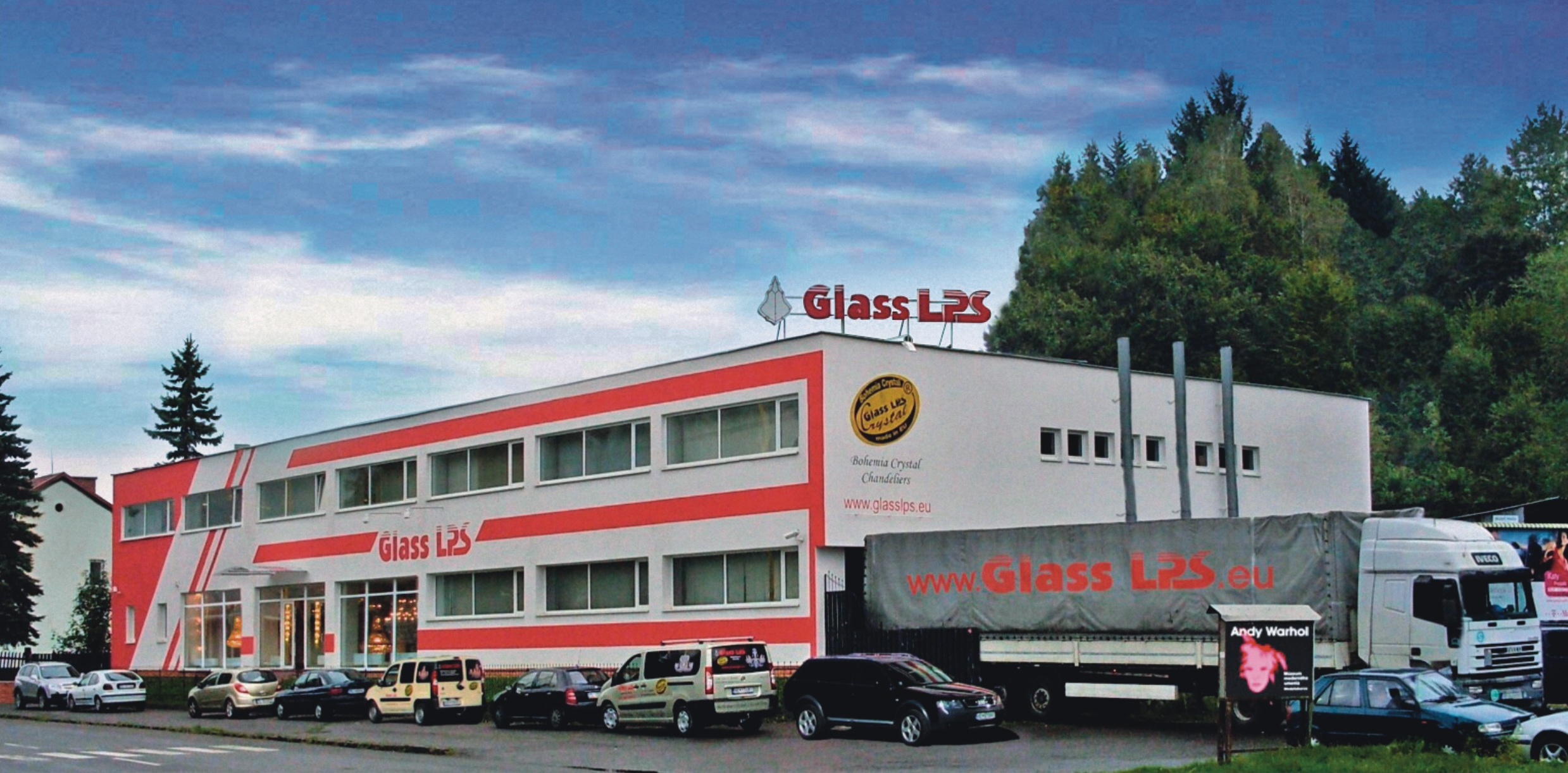
Glass LPS, výrobce křišťálových svítidel

Úřad práce ve Stropkově v roce 2009 informoval, že v okrese Medzilaborce dosáhla míra evidované nezaměstnanosti 20,10 %. V roce 2012 nezaměstnanost dosahuje hodnotu téměř 23 %.